# Bibliotheek Almelo
Bibliotheek Almelo is een openbare bibliotheek in Almelo.

## Geschiedenis
Het gebouw is ontworpen door Henk Döll van het Delftse architectenbureau Mecanoo en werd in oktober 1994 door koningin Beatrix geopend. De eerdere vestiging van de bibliotheek stond aan de Hofstraat en is afgebroken. De bibliotheek en het Theater Hof 88 zijn ondergebracht in één stichting.